# Tanam (öar i Eritrea)
Tanam är öar i Eritrea. De ligger i den nordöstra delen av landet, 140 km nordost om huvudstaden Asmara. Arean är 1,9 kvadratkilometer.
Terrängen på Tanam är mycket platt. Öns högsta punkt är 10 meter över havet. Den sträcker sig 1,9 kilometer i nord-sydlig riktning, och 1,7 kilometer i öst-västlig riktning.